# Jesús Hernández (calciatore 1993)
Jesús Isaac Hernández Córdova (Cumaná, 6 gennaio 1993) è un calciatore venezuelano, attaccante dell'Est. Mérida.

## Caratteristiche tecniche
È un centravanti.

## Carriera

### Club
Cresciuto nelle giovanili del Dep. Anzoátegui, ha esordito il 12 settembre 2010 in un match pareggiato 1-1 contro il Deportivo Lara.
Nel 2017 è approdato in Europa, firmando con i portoghesi del Belenenses.

### Nazionale
Nel 2013 è stato convocato per il campionato sudamericano Under-20.

## Statistiche

### Presenze e reti nei club
Statistiche aggiornate al 7 luglio 2017.
| Stagione                    | Squadra                     | Campionato                  | Campionato | Campionato | Coppe nazionali | Coppe nazionali | Coppe nazionali | Coppe continentali | Coppe continentali | Coppe continentali | Altre coppe | Altre coppe | Altre coppe | Totale | Totale | Totale |
| Stagione                    | Squadra                     | Comp                        | Pres       | Reti       | Comp            | Pres            | Reti            | Comp               | Pres               | Reti               | Comp        | Pres        | Reti        | Pres   | Reti   |        |
| --------------------------- | --------------------------- | --------------------------- | ---------- | ---------- | --------------- | --------------- | --------------- | ------------------ | ------------------ | ------------------ | ----------- | ----------- | ----------- | ------ | ------ | ------ |
| 2010-2011                   | Dep. Anzoátegui             | PD                          | 21         | 2          | CV              | 0               | 0               | CS                 | 1                  | 0                  |             | -           | -           | 22     | 2      |        |
| 2011-2012                   | Dep. Anzoátegui             | PD                          | 16         | 0          | CV              | 0               | 0               |                    | -                  | -                  |             | -           | -           | 16     | 0      |        |
| 2012-2013                   | Dep. Anzoátegui             | PD                          | 12         | 1          | CV              | 0               | 0               | CL                 | 0                  | 0                  |             | -           | -           | 12     | 1      |        |
| Totale Deportivo Anzoategui | Totale Deportivo Anzoategui | Totale Deportivo Anzoategui | 49         | 3          |                 | 0               | 0               |                    | 1                  | 0                  |             | -           | -           | 50     | 3      |        |
| 2013-2014                   | Aragua                      | PD                          | 3          | 0          | CV              | 0               | 0               |                    | -                  | -                  |             | -           | -           | 3      | 0      |        |
| 2014-2015                   | Llaneros de Guanare         | PD                          | 15         | 2          | CV              | 0               | 0               |                    | -                  | -                  |             | -           | -           | 15     | 2      |        |
| 2015                        | Deportivo Lara              | PD                          | 19         | 4          | CV              | 8               | 3               |                    | -                  | -                  |             | -           | -           | 27     | 7      |        |
| 2016                        | Deportivo Lara              | PD                          | 22         | 6          | CV              | 1               | 1               | CS                 | 2                  | 1                  |             | -           | -           | 25     | 8      |        |
| 2017                        | Deportivo Lara              | PD                          | 27         | 9          | CV              | 0               | 0               |                    | -                  | -                  |             | -           | -           | 27     | 9      |        |
| Totale Deportivo Anzoategui | Totale Deportivo Anzoategui | Totale Deportivo Anzoategui | 68         | 19         |                 | 9               | 4               |                    | 2                  | 1                  |             | -           | -           | 79     | 24     |        |
| Totale carriera             | Totale carriera             | Totale carriera             | 135        | 24         |                 | 9               | 4               |                    | 3                  | 1                  |             | -           | -           | 147    | 29     |        |

## Palmarès
- Copa Venezuela: 1

Deportivo Anzoátegui: 2012